# وینسنزو گالدی
وینسنزو گالدی (ایتالیایی: Vincenzo Galdi; ‏ ۱۱ اکتبر ۱۸۷۱ – ۲۰ دسامبر ۱۹۶۱) عکاس، و مدل (شخص) اهل ایتالیا بود. گالدی به عنوان پیشگام در عکاسی شهوانی در ایتالیا شناخته می‌شود.
او همچنین به عنوان اولین تابوشکن به تصویر نکشیدن آلت تناسلی راست شناخته می‌شود. او در اثر سرطان پرستات در سال ۱۹۶۱ ،در حالی که ۹۰ ساله بود،درگذشت.